# بركة النساء: الدين بصيغة المؤنث
بركة النساء: الدين بصيغة المؤنث هو كتاب في الأنثروبولوجيا الدينية صدر سنة 2010 للباحث المغربي رحال بوبريك عن دار أفريقيا الشرق، ويتناول فيه ظاهرة التصوف النسائي في المغرب، من خلال تحليل طقوس "البركة" المرتبطة بوليّة صالحة تُدعى "لالة ميرة". يُقدّم الكتاب مقاربة أنثروبولوجية ترصد تحول الدين إلى ممارسة نسائية، تتجلى في التمثل الشعبي للكرامة والقداسة بوصفها مشروطة بالأنوثة والتجربة الجسدية والروحية للنساء في المجتمع المغربي.

## مضمون الكتاب
ينقسم الكتاب إلى عدد من الفصول التي تجمع بين التحليل النظري والعمل الميداني، حيث اعتمد المؤلف على مقابلات وزيارات متكررة لضريح الوليّة "لالة ميرة" في منطقة آيت بعمران جنوب المغرب. تبرز الدراسة كيف تتحول المرأة إلى مركز رمزي وروحي، يتجسد فيه الدين بصيغة المؤنث، من خلال طقوس الزيارة، والرقص، والتبرك، والاغتسال في الينابيع المقدسة، ما يشكل عالمًا روحانيًا موازياً للمنظومة الدينية الذكورية السائدة.ويرى بوبريك أن هذا التدين الشعبي النسائي لا يشكّل قطيعة مع الإسلام، بل يعكس تأويلاً خاصًا للدين، تُعيد النساء من خلاله إنتاج المقدس انطلاقًا من تجربتهن الخاصة. يستعرض الكتاب كذلك مفاهيم مثل "البركة"، و"الحال"، و"الجدبة"، ويحلل وظائفها الرمزية في نسق اجتماعي ذكوري.

## تحليل أنثروبولوجي
يرتكز التحليل في الكتاب على أدوات الأنثروبولوجيا الرمزية والظاهراتية، إذ يحاول المؤلف تجاوز النظرة الفولكلورية للطقوس النسائية، ليكشف عن عمقها المعرفي والاجتماعي. يعتبر بوبريك أن طقوس "لالة ميرة" تشكل مجالًا بديلًا للنساء للتعبير عن ذواتهن، وإعادة امتلاك الجسد، وممارسة السلطة الرمزية.كما يستفيد الكاتب من مفاهيم فيكتور ترنر حول الطقوس، وبيير بورديو في فهم العنف الرمزي، مبرزًا كيف تُنتج النساء فضاءً مقدسًا على هامش السلطة الدينية الرسمية.

## الدين والمؤنث
يمثّل هذا العمل مساهمة نوعية في دراسات الدين والمجتمع، لأنه يسلط الضوء على تديّن غير مؤسساتي، تُعيد النساء من خلاله تأويل الإسلام في صيغ حسية ورمزية خاصة. كما يوفّر الكتاب مادة إثنوغرافية نادرة حول علاقة النساء بالمقدس في المجال المغاربي، ويفتح الباب لمقاربات مقارنة في الأنثروبولوجيا النسوية.تُقدّم دراسة بوبريك رؤية جديدة لمسألة الدين والأنوثة، حيث يبين كيف أن الممارسة النسائية للطقس الديني تعيد صياغة مفاهيم الطهارة، البركة، والعلاقة مع المقدّس. فالنساء في هذا السياق لا يكتفين بأدوارهن التقليدية، بل يخلقن معابر جديدة للفهم والتجربة الدينية، تمكّنهن من تجاوز التهميش والتهم الأخلاقية التي تلحق بهن في الفضاء العام.

## التلقي والنقد
حظي كتاب  بركة النساء: الدين بصيغة المؤنث باهتمام واسع في أوساط الباحثين في علم الاجتماع الديني والأنثروبولوجيا الثقافية، إذ اعتبره البعض فتحًا في دراسة التصوف النسائي المغاربي، بينما رأى آخرون أنه يتطلب مزيدًا من التعميم المقارن مع تجارب نسائية مماثلة في شمال أفريقيا.فنظرًا لفرادته في مقاربة العلاقة بين الدين والتصوف من زاوية النوع الاجتماعي، وذلك عبر دراسة نساء ينتمين إلى فضاء الزوايا والطقوس الصوفية في الجنوب المغربي. وقد اعتبره عدد من الباحثين عملاً رائدًا في الأنثروبولوجيا الدينية لأنه ينتصر لـ«نظرة من الداخل»، تضع الذات الأنثوية في مركز الفعل الديني بدلًا من أن تكون هامشًا أو مجرد تابع. كما ركّز النقاد على قدرة بوبريك على تفكيك البنى الذكورية الكامنة في الخطاب الديني السائد، دون السقوط في تعميمات إيديولوجية. فالكتاب لا يطرح مشروعًا نسويًا صريحًا، بقدر ما يستند إلى معطيات ميدانية تُظهر كيف تبني النساء علاقتهن بالقداسة، وكيف يعيدن تأويل الطقوس الصوفية بشكل يمنحهن سلطة روحية ضمن الفضاء المحلي.من جهة أخرى، رأى بعض الدارسين أن الكتاب يتجاوز المقاربات الكلاسيكية للأنثروبولوجيا الدينية، من خلال اعتماد أسلوب سردي يتداخل فيه الوصف الإناسي بالتحليل الثقافي، مما يمنحه قيمة أدبية مضافة، ويجعله أقرب إلى ما يسمى بـ«الأنثروبولوجيا الأدبية». كما نُوه بالبعد الإثنوغرافي الدقيق في الكتاب، من حيث التوثيق للأمثال، والرقى، والتراتيل النسائية، مما يمنح القارئ تصورًا حيًّا لطقوس العيالات في حضرة الأولياء.في المقابل، وجّهت انتقادات للكتاب من بعض الاتجاهات السلفية أو التقليدية التي اعتبرت أن بوبريك يُضفي شرعية علمية على ممارسات دينية "منحرفة"، كالتبرك بالقبور أو الوساطة الصوفية، وهي انتقادات وصفها باحثون بأنها تنبع من سوء فهم لمقاصد الكتاب، الذي لا يحاكم الظواهر دينيًا بقدر ما يسعى إلى وصفها وفهم منطقها الداخلي.